# 波蘭行政區劃
波兰行政区划自1999年起基于三层行政区划单位。波兰全境划分为省（województwo），省再下分为县（powiat），县再下分为市镇（gmina）。大型城市通常同时具有市镇和县的地位。现今波兰共有16个省、380个县（包括66个具有县级地位的城市）及2,478个市镇。
现今的行政区划系统是波兰议会在1998年通过一系列法律后确定下来的，并在1999年1月1日正式生效。在1975至1998年间曾有49个更小的“省”，但没有县的划分。1998年的行政区划改革设立了16个更大的省（大部分基于并以历史地区来命名），并重新引入了县的区划。
省的边界并不总是依照波兰各地区的历史边界。希隆斯克省约一半的领土就属于小波兰历史省份。类似地，曾经是小波兰一部分的拉多姆周边区域现在位于馬佐夫舍省内。另外，濱海省只包括波美拉尼亞历史地区的最东部，因为该历史地区的西部在现今德国境内，而东部边界则多次移动过。

## 现行行政区划

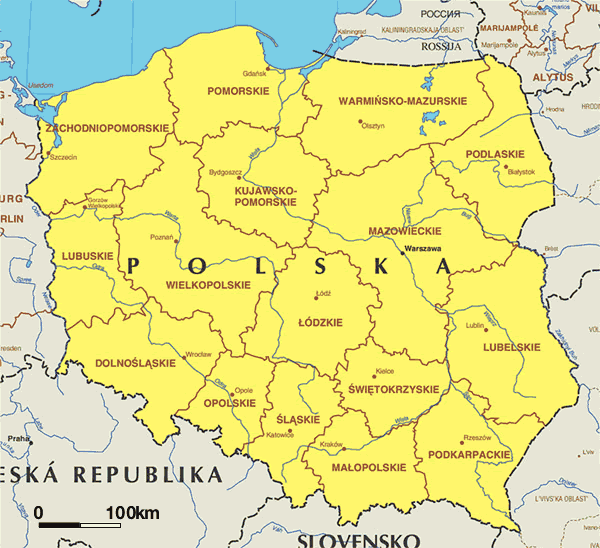
波兰行政区划

波兰现在分成16個一級行政区，稱為（单数为），中文翻译为「省」。
| 省份                   | 首府城市                                                                            | 面积（km²） | 人口（2017年） |
| ---------------------- | ----------------------------------------------------------------------------------- | ----------- | -------------- |
| 马佐夫舍省 （Mazowieckie）        | 华沙 （Warszawa）                                                                   | 35,579      | 5,391,813      |
| 小波蘭省 （Małopolskie）          | 克拉科夫 （Kraków）                                                                 | 15,108      | 3,395,700      |
| 羅茲省 （Łódzkie）            | 羅茲 （Łódź）                                                                       | 18,219      | 2,470,610      |
| 盧布林省 （Lubelskie）          | 盧布林 （Lublin）                                                                   | 25,155      | 2,121,600      |
| 波德拉謝省 （Podlaskie）        | 比亞韋斯托克 （Białystok）                                                          | 20,180      | 1,182,700      |
| 喀爾巴阡山省 （Podkarpackie）      | 熱舒夫 （Rzeszów）                                                                  | 17,844      | 2,128,747      |
| 聖十字省 （Świętokrzyskie）          | 凱爾采 （Kielce）                                                                   | 11,672      | 1,244,400      |
| 大波蘭省 （Wielkopolskie）          | 波茲南 （Poznań）                                                                   | 29,826      | 3,490,597      |
| 瓦爾米亞-馬祖里省 （Warmińsko-Mazurskie） | 奧爾什丁 （Olsztyn）                                                                | 24,192      | 1,431,100      |
| 盧布斯卡省 （Lubuskie）        | 大波蘭地区戈茹夫 （行政） （Gorzów-Wielkopolski） 和綠山城（立法） （Zielona-Góra） | 13,985      | 1,015,440      |
| 濱海省 （Pomorskie）            | 格但斯克 （Gdańsk）                                                                 | 18,293      | 2,328,200      |
| 西濱海省 （Zachodniopomorskie）          | 什切青 （Szczecin）                                                                 | 22,896      | 1,703,000      |
| 庫亞維-濱海省 （Kujawsko-Pomorskie）     | 比得哥什（行政） （Bydgoszcz） 和托倫（立法） （Toruń）                             | 17,969      | 2,079,900      |
| 希隆斯克省 （）        | 卡托維茲 （Katowice）                                                               | 12,294      | 4,540,100      |
| 奧波萊省 （Opolskie）          | 奧波萊 （Opole）                                                                    | 9,412       | 988,031        |
| 下希隆斯克省 （）      | 弗羅茨瓦夫 （Wrocław）                                                              | 19,946      | 2,901,000      |

第二和第三級行政区分別是：
- powiat（縣）（列表）
- gmina（市鎮）[3]

此外，波兰还设有区、次分区和村三种辅助行政区划。

## 歷史行政区划
- 波蘭－立陶宛聯邦時期（1619年）
- 波蘭會議王國時期（1830年）
- 波蘭第二共和國時期（1921–1939年）
- 波蘭人民共和國時期（1957–1975年）
- 1975-1998年

## 外部連結
- Administrative division of Poland and Self Government Bodies - resolution of Marshals' Covenant of the Republic of Poland